# Wilhelm von Schoen
Eduard Wilhelm Freiherr von Schoen (Schön) (født 3. juni 1851 i Worms, død 24. april 1933 i Berchtesgaden) var en tysk diplomat. Han var især kendt som tysk ambassadør i Paris i begyndelsen af første Verdenskrig, og som udenrigsminister i Det Tyske Kejserrige.
Schoen, var oprindelig officer, men overgik i 1877 til diplomatiet og var bl.a. tysk ambassaderåd i Paris 1888–95. Efter nogle års hoftjeneste i Coburg var han i 1900–05 envoyé i København og i 1905–07 ambassadør i Sankt Petersborg.
Schoen rejste i 1905 med kejser Wilhelm II ved dennes politisk betydningsfulde besøg i Tanger og var i oktober 1907 til juni 1910 statssekretær for udenrigsanliggender (tilsvarende udenrigsminister). Fra oktober 1910 til 1. Verdenskrigs udbrud i 1914 var han ambassadør i Paris.
Schoen fik i 1909 titel af friherre.  

## Eksterne links
- Works by or about Wilhelm von Schoen at Internet Archive
- Biografi i Nordisk Familijebok fra 1916 (svensk)
- Wilhelm von Schoen biografi i det Tyske Nationalbibliotek

1. ↑  Navnet er anført på engelsk og stammer fra Wikidata hvor navnet endnu ikke findes på dansk.